# Les femmes mènent le jeu
Pour plus de détails, voir Fiche technique et Distribution.
Les femmes mènent le jeu (Scampolo '53) est une comédie franco-italienne réalisée par Giorgio Bianchi et sortie en 1953.
Il s'agit d'une adaptation de la pièce Scampolo de Dario Niccodemi, présentée en 1915.

## Synopsis
Une jeune fille rencontre par hasard un ingénieur qui vit avec une maîtresse insupportable. Après avoir abandonné sa maîtresse, l'ingénieur doit partir en Sardaigne. Il décide alors d'emmener avec lui la jeune fille, qui n'attendait que ça.

## Fiche technique
- Titre français : Les femmes mènent le jeu[1]
- Titre original italien : Scampolo '53[2]
- Réalisateur : Giorgio Bianchi
- Scénario : Aldo De Benedetti, Oreste Biancoli, Giorgio Prosperi, Giorgio Bianchi d'après la pièce Scampolo de Dario Niccodemi
- Photographie : Mario Albertelli
- Montage : Gabriele Varriale
- Musique : Nino Rota
- Décors : Ottavio Scotti (it)
- Costumes : Margherita Marinari
- Production : Lorenzo Pegoraro, Jacques Bar
- Sociétés de production : Peg Produzione, Cité Films
- Pays de production :  Italie -  France
- Langue originale : italien
- Format : Couleur par Ferraniacolor - 1,37:1 - Son mono - 35 mm
- Durée : 90 minutes
- Genre : Comédie
- Dates de sortie :
  - Italie : 1953 (visa délivré le 11 novembre 1953[2])
  - France : 20 avril 1955[1]
- Affiche : Constantin Belinsky (France)

## Distribution
- Maria Fiore : Scampolo
- Henri Vidal : ingénieur Tito Scacchi
- Cosetta Greco : Mme Bernini
- Paolo Stoppa : M. Bernini
- Georgette Anys : la repasseuse
- Arlette Poirier : Franca
- Paolo Panelli Orazio
- Brunella Bovo : Augusta
- Umberto Spadaro : commissaire
- Giuseppe Porelli
- Nando Bruno
- Galeazzo Benti
- Ada Colangeli
- Nerone Locatelli
- Jolly Poodle

## Production
Le film a été produit par Lorenzo Pegoraro pour la société italienne Peg Produzione Film, en collaboration avec la société de production française Cité.

## Exploitation
Le film a engrangé 152 453 619 lires de recettes, soit 1 259 947 entrées dans les salles italiennes.